# Список умерших в 1220 году

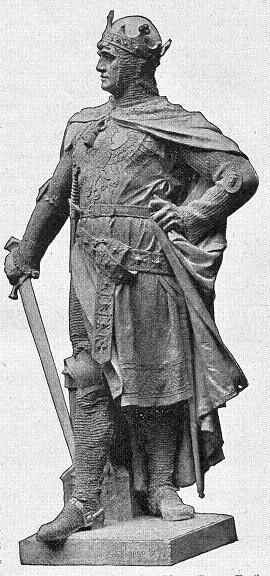
Альбрехт II

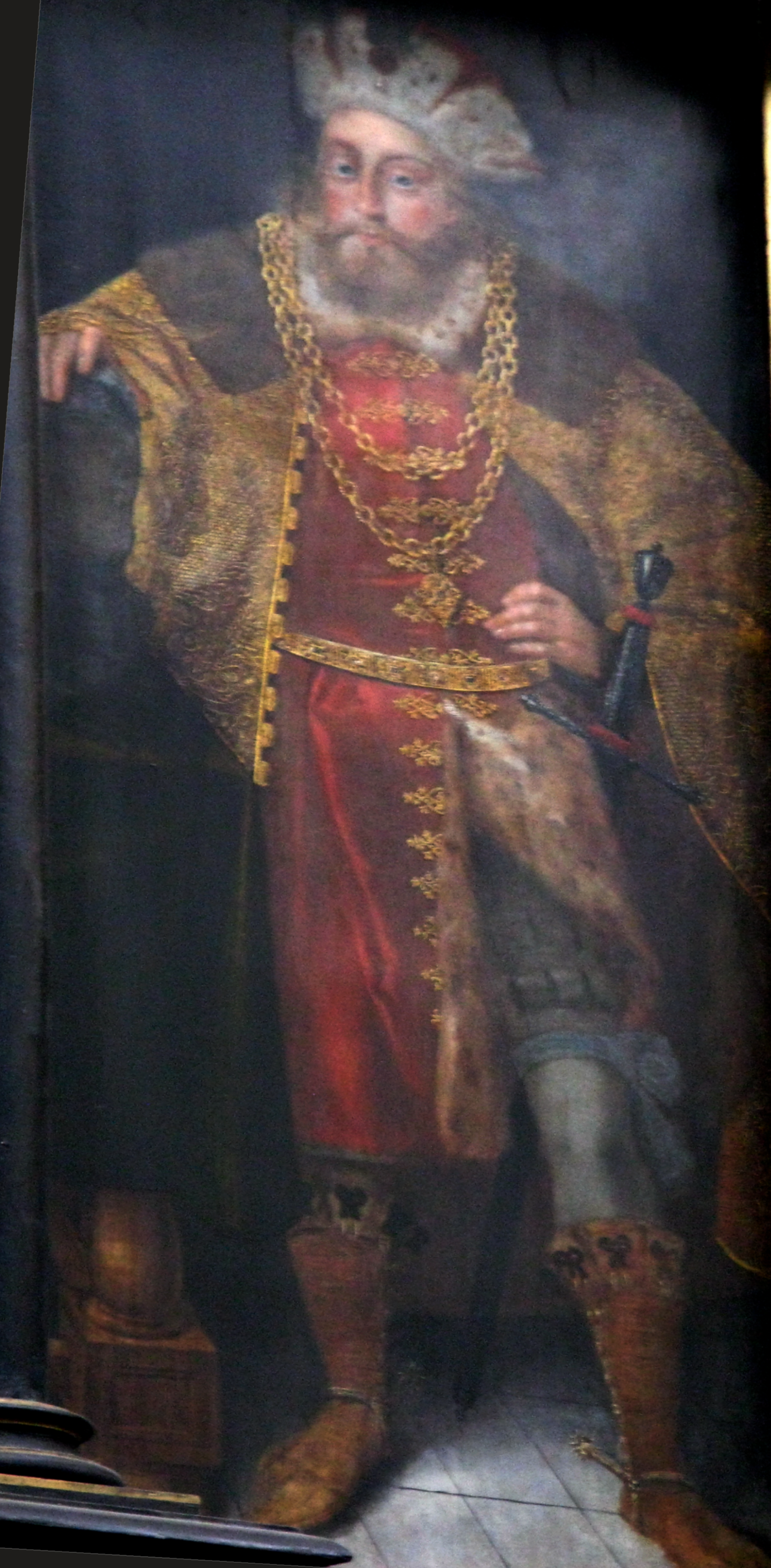
Мстивой I

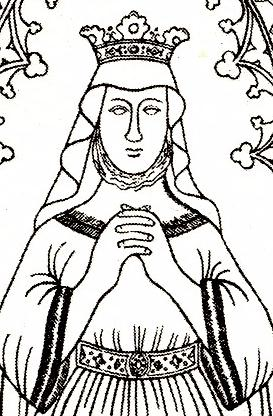
Рихеза Датская

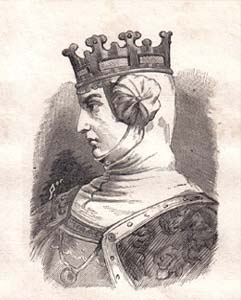
Уррака

В этой статье представлен список известных людей, умерших в 1220 году.
См. также: Категория:Умершие в 1220 году

## Январь
- 16 января — Берард из Карбио — францисканский монах, первый францисканский святой-мученик, убит мусульманами в Марокко
- 23 января — Богуслав II — князь Поморско-Щецинский (1187—1220)
- 30 января — Люк[фр.] — епископ Эврё (1203—1220)

## Февраль
- 15 февраля — Гильом I, граф Жуаньи (с 1172).
- 17 февраля — Тибо I — герцог Лотарингии (1213—1220).
- 25 февраля — Альбрехт II — маркграф Бранденбурга (1205—1220)

## Март
- 5 марта — Роджер де Вико Пизано[нем.] — епископ Лозанны (1178—1212)
- 17 марта — Отто II фон Берг[нем.] — епископ Фрайзинга (1184—1220)

## Апрель
- 15 апреля — Адольф I фон Альтена — архиепископ Кёльна (1193—1205, 1212—1215)

## Май
- 1 мая или 2 мая — Мстивой I — польский князь Восточного Поморья (Померании) (1205—1220), возможно умер в 1019 году.
- 8 мая — Рихеза Датская — королева-консорт Швеции (1210—1216), жена Эрика X

## Июнь
- 1 июня — Генри де Богун — лорд Троубридж (1180/1182—1220), граф Херефорд (1199/1200—1220), лорд-констебль Англии (1199/1200—1220) — один из лидеров Первой баронской войны и один из 25 гарантов Великой хартии вольностей
- 26 июня — Сильвестр[фр.] — епископ Се (1202—1220)
- 30 июня — Реджинальд Орлеанский[итал.] — французский преподаватель канонического права, доминиканский проповедник, святой римско-католической церкви[1].
- Стефания Армянская — принцесса Киликийской Армении, жена Иоанна де Бриенна

## Июль
- 13 июля — Бертольд де Невшатель[фр.] — епископ Лозанны (1212—1220)

## Август
- 8 августа 
  - Карл Глухой — ярл Швеции из рода Фолькунгов (1216—1220), погиб во время крестового похода против эстонцев в Лихулаской битве
  - Карл Магнуссон[англ.] — епископ Йёнчёпинга (1216—1220), погиб во время крестового похода против эстонцев в Лихулаской битве
- 19 августа — Матфей — митрополит Киевский и всея Руси (1201—1220)

## Ноябрь
- 3 ноября — Уррака — королева-консорт Португалии (1212—1220), жена Афонсу II
- Тогачар — монгольский военачальник, убит под Нишапуром

## Дата неизвестна или требует уточнения
- Ала ад-Дин Мухаммед II — хорезмшах (1200—1220).
- Арнуль II де Гин, граф Гина (с 1205).
- Атом — армянский князь Баграса. регент Киликийского армянского государства (1219—1220), убит исмаилитами.
- Томас Бассет, английский землевладелец, феодальный барон Хедингтона (с 1202), констебль Дуврского замка (1201—1202), шериф Оксфордшира (1202—1214).
- Вира Баллаладэва II — правитель Хойсалы (1173—1220
- Вольфрам фон Эшенбах — немецкий поэт-миннезингер, автор «Парцифаля»
- Ги II де Монфор — граф Бигорра и виконт де Марсан (на правах мужа) (1216—1220), убит
- Гунтер Пэрисский — цистерцианский монах, писатель-хронист.
- Елюй Люгэ, 1-й правитель киданьского государства Восточная Ляо (1213—1220).
- Жан де Жизор — первый Великий магистр приората Сиона (1188—1220)
- Зигфрид II[нем.] — епископ Бранденбурга (1216—1220)
- Изабелла де Клер — графиня-консорт Пембрук (1189—1219), жена Уильяма Маршала, 1-го графа Пембрук
- Ингварь Ярославич — князь луцкий (1180—1220), князь волынский(1209—1210), Великий князь Киевский (1202, 1214)
- Каир-хан — правитель Отрара, убит Чингиз-ханом
- Катада ибн Идрис[англ.] — шериф Мекки (1201—1220), убит
- Кюмахти-шах, хорезмийский царевич, самый младший из детей хорезмшаха Мухаммеда.
- Михаил Хониат — митрополит афинский (1182—1204), византийский писатель и общественный деятель.
- Пердигон, трубадур из Лесперона в Габалесе.
- Раймон де Мираваль — французский трубадур
- Офреди, Александр[фр.] — французский купец из Ла-Рошели, основавший госпиталь Св. Варфоломея
- Хьюго IV де Берже[англ.] — французский рыцарь и трувер, участник четвёртого и пятого крестовых походов.
- Адель Французская — дочь французского короля Людовика VII, невеста Ричарда I Львиное Сердце, графиня-консорт де Понтье (1195—1220), жена Гильома II де Понтье
- Энгельберт III — граф Горицы (1191—1220).